# Sally Fraser
Sally Fraser (Dakota del Norte, 12 de diciembre de 1932-13 de enero de 2019) fue una actriz estadounidense. Interpretó numerosos papeles en cine y televisión, principalmente en los años 1950. Es recordada principalmente por su intervención en varias películas de cine fantástico de clase B, en películas de monstruos como It Conquered the World (1956), War of the Colossal Beast (1958) y Earth vs. the Spider (1958). 

## Biografía

### Comienzos
Nacida en Williston, North Dakota, Fraser se desplazó junto a su familia a Minneapolis y a Southern California. Actuó en una televisión local y tomó clases de interpretación, comenzando a ganar experiencia como actriz en obras de teatro. 

### Televisión
En televisión tuvo papeles episódicos en bastantes series, apareciendo junto a Tyler MacDuff en el episodio "The Saga of Clement O'Toole" de la serie de género western Annie Oakley. También apareció en la serie The Adventures of Wild Bill Hickok, que protagonizaba Guy Madison y en 1954 en la versión televisiva de A Christmas Carol (Cuento de Navidad, de Charles Dickens) protagonizada por Fredric March.

### Cine
En la segunda mitad de los 50 protagonizó algunas películas de ciencia ficción de bajo presupuesto, producidas con profusión en aquellos años. Interpretó a una mujer poseída por los aliens en la película de Roger Corman It Conquered the World (1956), a la hermana del monstruo en War of the Colossal Beast (1958), y a una madre que protege a su bebé en Earth vs. the Spider (1958). Tuvo papeles menores como la recepcionista de las Naciones Unidas que presenta al personaje de Cary Grant en North by Northwest de Alfred Hitchcock y como una prostituta en El fuego y la palabra de Richard Brooks.

### Vida personal
Fraser siguió trabajando en el teatro y la televisión durante la década de 1960, hasta que decidió retirarse para dedicarse a su familia. Su última aparición en la pantalla tuvo lugar en 1970, en una serie televisiva dedicada a la perra Lassie. Fraser se trasladó a Idaho en los años 80 y vive en un rancho con ganado.

## Filmografía parcial
- El fuego y la palabra (1960) ... Prostituta (sin acreditar)
- Men Into Space (TV) (1960) ... Donna Talbot
- Mr. Lucky (TV) (1960) ... Jane Musco
- The Texan (TV) (1959) ... Martha / Laura Whipple
- 21 Beacon Street (TV) (1959) ... Sherry Burke
- Con la muerte en los talones (North by Northwest, 1959) ... Recepcionista de las Naciones Unidas (sin acreditar)
- Rescue 8 (TV) (1959) ... Dot
- Roadracers (1959) ... Joanie Wilson
- The Life and Legend of Wyatt Earp (TV) (1957-1959) ... Cora Watrous / Pauline
- Earth vs. the Spider (1958) ... Mrs. Helen Kingman
- Bachelor Father (TV) (1958) ... Laurie
- La guerra de la bestia gigante (War of the Colossal Beast, 1958) ... Joyce Manning
- Panic! (TV) (1958)
- Trackdown (TV) (1958) ... Lucy Franklin
- El gigante de la tierra misteriosa (Giant from the Unknown, 1958) ... Janet Cleveland
- State Trooper (TV) (1958) ... Nancy Sheldon
- The George Burns and Gracie Allen Show (TV) (1954-1958) ... Mrs. Brody / Carol Nelson
- General Electric Theater (TV) (1956-1957) ... Belle / Ann Davis
- Telephone Time (TV) (1957) ... Alice
- The Walter Winchell File (TV) (1957) ... Alice Prevost
- Date with the Angels (TV) (1957) ... Barbara
- The Millionaire (TV) (1957) ... Doris Willard
- Navy Log (TV) (1957) ... Leilani Jones
- Broken Arrow (TV) (1957) ... Faith
- The Gray Ghost (TV) (1957) ... Grace Coulter
- Cheyenne (TV) (1956) ... Virginia Stagge
- Annie Oakley (TV) (1956) ... Susan Meriwether
- General Electric Summer Originals (TV) (1956) ... Janie Brown
- Conquistaron el mundo (It Conquered the World, 1956) ... Joan Nelson
- A Christmas Carol (TV) (1954)
- The Adventures of Wild Bill Hickok (TV) (1952)